# Beat Saber
Beat Saber es un videojuego de ritmo de realidad virtual desarrollado por el estudio indie checo Beat Games para Meta Quest,Meta Quest 2,Meta Quest 3,PlayStation 4,PlayStation 5,Pico 4 Y Valve Index. En el juego los jugadores deben realizar cortes con unas espadas de luz (saber) para cortar bloques al ritmo de la música.

## Jugabilidad
Los jugadores son transportados a un entorno virtual en el que dispondrán de dos espadas, en forma de sables de luz, para cortar bloques virtuales que se aproximan al jugador siguiendo el ritmo de la música. El jugador utiliza el casco de realidad virtual junto a los sensores de posición y los controladores de realidad virtual para interactuar con los menús y el entorno durante el juego.
El juego consiste en blandir dos sables, uno rojo (mano izquierda) y otro azul (mano derecha), para cortar bloques de los respectivos colores. Cada bloque está coloreado de uno de los dos colores y puede contar con una flecha de dirección, que indican el sentido en el que el corte debe ser realizado. Aunque solo hay cuatro flechas, dos verticales y dos horizontales, el juego detecta cortes oblicuos y diagonales en todas direcciones. También hay bloques que no cuentan con un flecha, sino que tienen un punto en el centro, por lo que pueden ser cortados de cualquier dirección. Cuando el jugador realiza un movimiento de corte en la dirección que el bloque indica, este se rompe y consigue una puntuación que puede ser mayor o menor en función de la precisión, ángulo y movimiento realizado del corte. También pueden aparecer minas que el jugador no debe cortar  y muros tridimensionales con los que el jugador debe evitar chocar la cabeza. Estos obstáculos no suman ni restan puntuación, pero pueden hacer fallar la partida.
El jugador puede elegir entre una variedad de modalidades de juego en el menú principal. Está la campaña de un solo jugador, donde se juega una serie de niveles musicales con retos de dificultad progresiva. El modo en solitario, donde se pueden jugar todos los niveles de forma libre en cualquier dificultad a elegir. Y el modo fiesta, diseñado para jugar con amigos de forma local permitiendo registrar las puntuaciones con nombres distintos al del jugador habitual.

## Lanzamiento
Beat Saber  se publicó simultáneamente en Steam Early Access y en la tienda oficial de Oculus el 1 de mayo de 2018, contando con 10 canciones y dos modos de juego. Desde su lanzamiento hasta la actualidad el juego solo se encuentra en inglés en todas las plataformas.
El 25 de junio de 2018, los desarrolladores anunciaron que estaban trabajando un nuevo modo multijugador en línea para el juego. Però este nuevo modo de juego se ha ido retrasando debido a estaban concentrando sus esfuerzos en finalizar la versión de PlayStation 4.
Finalmente el 20 de noviembre de 2018 se lanza de forma oficial la versión para Playstation VR. El juego funciona con el casco de realidad virtual de Sony y los mandos Playstation Move.

### Expansiones
El 31 de diciembre de 2018 se anunció que ese mismo día estaría disponible la canción POP/STARS del grupo K/DA como nivel jugable de forma gratuita para todas las plataformas.
En marzo de 2019, Beat Games lanzó el primer el DLC, llamado “Monster Music Pack Vol. 1”, que incluye diez canciones de la compañía discográfica Monstercat. Este contenido llegaría junto a una actualización gratuita para el juego que mejora los menús y corrige errores. Al siguiente mes, “Crab Rave” se añadió también de forma gratuita.

### Contenido creado por la comunidad
La comunidad de jugadores de Beat Saber ha sido muy activa desde el lanzamiento del juego. En 2018, diversos creadores independientes pusieron a disposición de los jugadores de PC, mods que permitan introducir canciones personalizadas creadas por la comunidad, colores, plataformas y modos de juego.
El CEO, Jaroslav Beck declaró que estaba impresionado por el contenido creado por los jugadores, pero a su vez estaba triste como músico, ya que se trataba de una actuación ilegal al no contar con los derechos de explotación de las canciones que se pusieron de forma ilícita en el juego.
En respuesta a este problema, Beat Games empezó a actualizar el juego seguidamente, no solo para impedir que los jugadores modificaran el juego, sino también para  hacer más atractiva la versión original oficial del juego. Pese a eso, los modders siguieron ofreciendo nuevas modificaciones para el juego hasta principios de abril de 2019, cuando el principal modder de la comunidad anunció que retiraba el software “Beat Saber - Mod Manager” que permitía a los jugadores modificar el juego fácilmente.

## Recepción
Beat Saber ha recibido una recepción muy positiva dentro de la crítica desde su lanzamiento en Early Access, convirtiéndose en el juego mejor valorado de Steam en tan solo una semana de su lanzamiento.

### Ventas
En marzo de 2019 el juego superó el millón de ventas alrededor del mundo.

## Premios y nominaciones

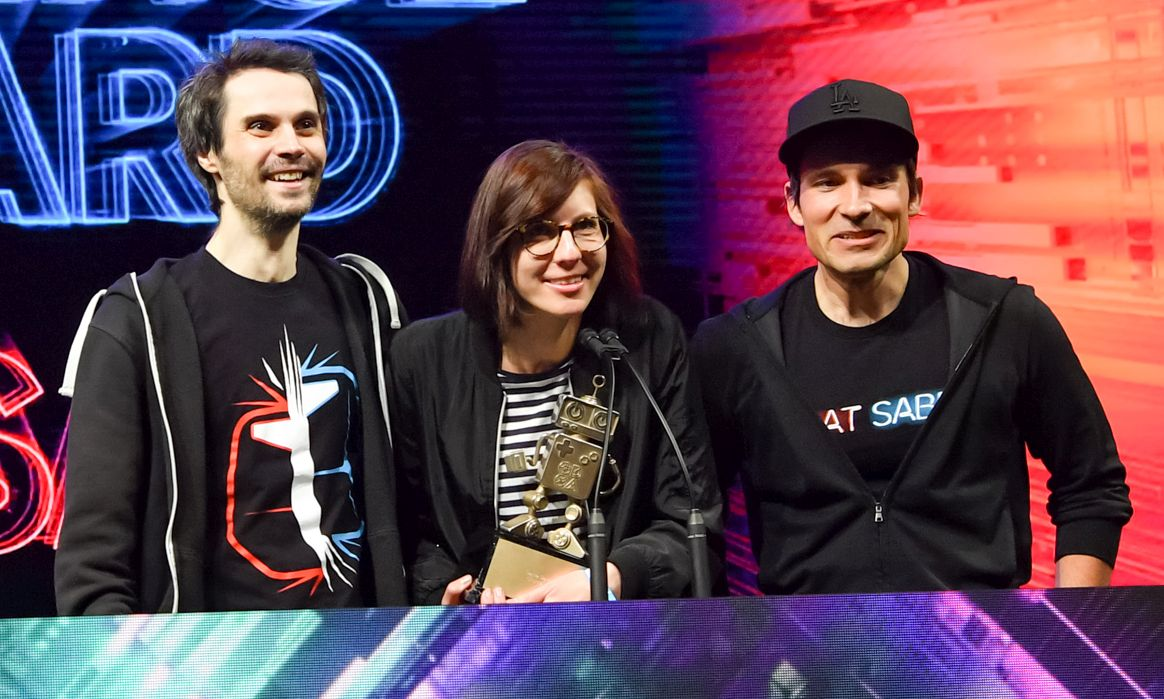
Vladimír "Loki" Hrinčár (izquierda), y el compositor Jaroslav Beck (derecha) en los Game Developers Choice Awards 2019

| Año  | Premio                                                | Categoría                                                              | Resultado | Ref.          |
| ---- | ----------------------------------------------------- | ---------------------------------------------------------------------- | --------- | ------------- |
| 2018 | The Game Awards 2018                                  | Mejor juego de RV/RA                                                   | Nominado  | [ 17 ]        |
| 2018 | Gamers' Choice Awards                                 | Juego favorito de RV de los fans                                       | Ganador   | [ 18 ]        |
| 2019 | New York Game Awards                                  | Premio Coney Island Dreamland Award al mejor juego de Realidad Virtual | Nominado  | [ 19 ]        |
| 2019 | D.I.C.E. Awards                                       | Logro técnico de Realidad Inmersiva                                    | Nominado  | [ 20 ] [ 21 ] |
| 2019 | D.I.C.E. Awards                                       | Juego del Año de Realidad Inmersiva                                    | Ganador   | [ 20 ] [ 21 ] |
| 2019 | National Academy of Video Game Trade Reviewers Awards | Mejor actuación de juego o música                                      | Ganador   | [ 22 ] [ 23 ] |
| 2019 | National Academy of Video Game Trade Reviewers Awards | Mejor mezcla de sonido en Realidad Virtual                             | Ganador   | [ 22 ] [ 23 ] |
| 2019 | SXSW Gaming Awards                                    | Mejor excelencia en jugabilidad                                        | Nominado  | [ 24 ] [ 25 ] |
| 2019 | SXSW Gaming Awards                                    | Propiedad intelectual más prometedora                                  | Ganador   | [ 24 ] [ 25 ] |
| 2019 | SXSW Gaming Awards                                    | Mejor juego del Año de moda                                            | Nominado  | [ 24 ] [ 25 ] |
| 2019 | SXSW Gaming Awards                                    | Juego del Año de RV                                                    | Ganador   | [ 24 ] [ 25 ] |
| 2019 | Game Developers Choice Awards                         | Mejor juego de RV/RA                                                   | Ganador   | [ 26 ] [ 27 ] |
| 2019 | Game Developers Choice Awards                         | Premio de la audiencia                                                 | Ganador   | [ 26 ] [ 27 ] |
| 2019 | 15th British Academy Games Awards                     | Mejor juego debutante                                                  | Nominado  | [ 28 ]        |
| 2019 | Czech Game of the Year Awards                         | Mejor desarrolladora - Premio principal                                | Ganador   | [ 29 ]        |
| 2019 | Czech Game of the Year Awards                         | Premio de los periodistas de videojuegos                               | Ganador   | [ 29 ]        |
| 2019 | Czech Game of the Year Awards                         | Premio de los Youtubers                                                | Nominado  | [ 29 ]        |
| 2019 | Czech Game of the Year Awards                         | Mejor Ejecución audiovisual                                            | Nominado  | [ 29 ]        |
| 2019 | Czech Game of the Year Awards                         | Mejor diseño de juego                                                  | Nominado  | [ 29 ]        |
| 2019 | Czech Game of the Year Awards                         | Mejor solución tecnológica                                             | Nominado  | [ 29 ]        |